# Zhang Zilin
Zhang Zilin (cinese tradizionale: 張梓琳; cinese semplificato: 张梓琳; pinyin: Zhāng Zǐlín; Shijiazhuang,Cina, 22 marzo 1984) è una modella cinese, vincitrice del concorso di bellezza Miss Mondo 2007. È stata la prima Miss Mondo di origine cinese

## Biografia
Zhang è nata a Shijiazhuang nord della Cina, nella provincia dello Hebei, il 22 marzo 1984, ma si è poi trasferita a Pechino dal 1996 al 2002 per frequentare la scuola superiore e continuare gli studi alla University of Science and Technology Beijing, dove si è laureata in amministrazione aziendale nel 2006.
Zhang ha seguito costantemente gli studi, con risultati tra l'altro molto positivi, a causa dell'orientamento accademico della sua famiglia. Sin da giovane età, è stata una studentessa eccellente, ma anche un'atleta e sportiva, avendo praticato il salto triplo e la corsa ad ostacoli, sport per il quale ha ricevuto un allenamento professionale insieme all'atleta olimpico, vincitore di medaglie d'oro, Liu Xiang.
Nel 2002 Zhang ha concluso gli studi liceali, ed ha iniziato l'università alla University of Science and Technology Beijing, dalla quale si è laureata nel 2006. Da laureanda ha partecipato e vinto diverse gare sportive, tra le quali lo Sports Advance Distinction Award della sua università, nel 2005.
La carriera di Zhang come modella e concorrente nei concorsi di bellezza è iniziata nel 2003, quando ha partecipato ad un concorso organizzato dall'agenzia di modelli New Silk Road. Al suo primo concorso si è piazzata solo tra le prime dieci concorrenti, ma esso le ha permesso di essere scoperta dall'amministratore esecutivo della compagnia, Lee Xiao Bai. Da allora, Zhang ha calcato le passerelle delle maggiori capitali dell'alta moda internazionale, tra cui Parigi e Berlino.
Nel 2006, è stata nominata ed inserita nella top 10 delle top model più professionali, ai Chinese Fashion and Culture Awards. In seguito, ha partecipato allo show di presentazione della linea autunno/inverno 2007 di Giorgio Armani, tenutasi a Parigi, grazie al quale ha ottenuto il titolo di "Top model dell'anno", assegnatole dall'agenzia di modelli New Silk Road.
Nel 2007, è stata incoronata Miss Mondo al Crown of Beauty Theater.
Zhang ha prestato la sua voce per la colonna sonora delle Olimpiadi di Pechino 2008 ed è anche apparsa nel video musicale della canzone tema dei giochi olimpici, Beijing Huanying Ni (北京欢迎你, Pechino ti dà il benvenuto).